# Espai separable
En topologia, un espai topològic és un espai separable si inclou un subconjunt dens numerable.
Un espai de Hilbert és separable si i només si admet una base ortonormal numerable.

## Espais de Hilbert separables
Sigui (H, <, >) un espai de Hilbert separable. Si {ik}k∈B és una base ortonormal numerable de V, llavors cada element x de V es pot escriure com
{\displaystyle x=\sum _{k\in B}\langle e_{k},x\rangle e_{k}}
Aquesta suma també s'anomena l'expansió de Fourier de x.
Exemples d'espais de Hilbert són {\displaystyle \mathbb {K} ^{n}\,} amb {\displaystyle \mathbb {K} =\mathbb {R} } o {\displaystyle \mathbb {K} =\mathbb {C} ,} l'espai de les successions complexes quadrat-sumables {\displaystyle \ell ^{2}(\mathbb {K} )} i l'espai de les funcions quadrat-integrables en el sentit de Lebesgue {\displaystyle L^{2}(\mathbb {R} ^{n}).} Una gran varietat d'espais de Hilbert que es presenten en la pràctica són separables i són en particular els espais {\displaystyle \mathbb {K} ^{n}} i {\displaystyle \ell ^{2}(\mathbb {K} )} els prototips principals d'espais de Hilbert, ja que tot espai de Hilbert  separable  de dimensió finita {\displaystyle n\,} és isomorf a {\displaystyle \mathbb {K} ^{n}} mentre que tot espai de Hilbert  separable  de dimensió infinita és isomorf a {\displaystyle \ell ^{2}(\mathbb {K} )}.

## Exemples

### Espais separables
- El conjunt dels nombres reals  R  amb la topologia usual és separable per ser el conjunt dels nombres racionals  Q  un subconjunt dens numerable. En general, l'espai euclidià  R    n   és separable per ser  Q    n   dens i numerable, ja que és el producte de conjunts numerables.
- Igualment el conjunt dels nombres complexos  C  és separable sent en general, l'espai euclidià  C    n   també separable.

- Tot espai topològic numerable és separable.
- El conjunt de les funcions contínues en l'interval [0,1] també és separable.

### Espais de Hilbert no separables
- El conjunt de totes les funcions reals {\displaystyle f:\mathbb {R} \longrightarrow \mathbb {R} }, que només són diferents de zero en un conjunt finit o comptable de punts  S  f   tals que:

{\displaystyle \sum _{x\in S_{f}}|f(x)|^{2}<\infty }

Constitueix un espai de Hilbert no separable, dotat del producte escalar entre dues funcions  f  i  g :

{\displaystyle \langle f,g\rangle =\sum _{S_{f}\cap S_{g}}{\overline {f(x)}}g(x)}

Necessàriament aquestes funcions d'aquest espai de Hibert no són contínues, ja que els espais normats de funcions reals contínues definides en {\displaystyle \mathbb {R} ^{n}} són sempre separables.